# Barchov
Barchov (deutsch Groß Barchow, auch Groß Barchau) ist eine Gemeinde in Tschechien. Sie liegt acht Kilometer südöstlich von Nový Bydžov und gehört zum Okres Hradec Králové.

## Geographie

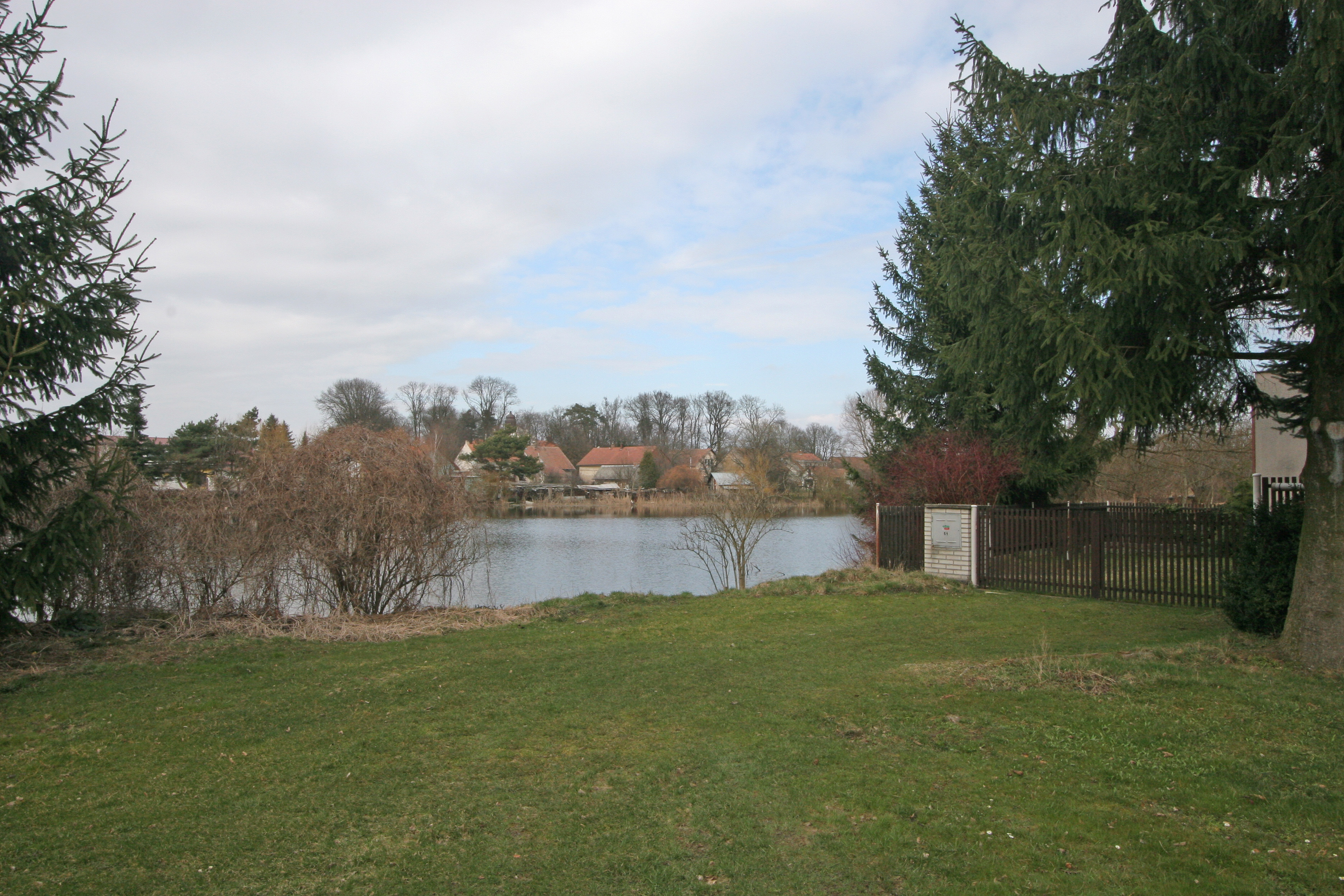
Ortsteich in Barchov

Barchov befindet sich auf der Ostböhmischen Tafel zwischen den Flüssen Cidlina und Bystřice linksseitig des Baches Barchovský potok.
Nachbarorte sind Zdechovice im Norden, Budín und Zvíkov im Nordosten, Malé Babice und Boharyně im Osten, Chaloupky und Babice im Südosten, Nová Ves und Kosičky im Süden, Kosice im Südwesten, Mlékosrby und Bydžovská Lhotka im Westen sowie Barchůvek im Nordwesten.

## Geschichte
Die erste urkundliche Erwähnung von Barchův dvůr erfolgte im Jahre 1398. Der Name des Ortes leitet sich vom Namen Barech ab. Zu Beginn des 15. Jahrhunderts bestanden in Barchov zwei Festen, deren Besitzer die Ritter von Barchov waren. 1412 stiftete Nikolaus von Barchov die Kapelle der Maria Magdalena auf der Prager Burg. Nikolaus von Barchov war 1421 Delegierter der Ständeversammlung in Čáslav zur Krönung Sigismunds mit der Wenzelskrone. Nachdem die Ritter von Barchov auch Dašice erworben hatten, nannte sich das Geschlecht Dašický von Barchov. Im 16. Jahrhundert wurden die Dobřenský von Dobřenice Besitzer von Barchov. Nach 1600 kaufte Burian Slibovický von Skřivany die Güter, ihm folgte 1611 Albrecht Bzenský von Poruba. Ab 1675 war Ferdinand Raschin von Riesenburg Besitzer von Barchov. Als er die Güter 1702 verkaufte, war die zweite Feste erloschen. Im 18. Jahrhundert wechselten die Besitzer in rascher Folge. Zu ihnen gehörten Marie Elisabeth Schaffgotsch-Waldstein, Marie Magdalena Rohrich von Kleinberg, Anna Barbara von Malovec und Norbert Christoph Woracziczky von Pabienitz. Dieser ließ die Feste 1737 zu einem Barockschloss umgestalten. Danach gehörte Velký Barchov den Grafen Kolowrat-Libštejnský. Als Besitzer folgten die Herren von Vlkanov. Während des Bauernaufstandes von 1777 plünderten die Aufständischen aus Rache am Besitzer Josef Bartholomäus von Vlkanov und dessen erpresserischen Verwalter Reichenbach das Schloss und setzten es in Brand. Nachfolgend gehörte Barchov der Prager Invalidenanstalt sowie den Grafen Kinský und Czernin von Chudenitz und schließlich Václav Teuchert. Territorial gehörte das Dorf zum ostböhmischen Bidschower Kreis.
Nach der Aufhebung der Patrimonialherrschaft bildete Velký Barchov ab 1850 eine Gemeinde im Bezirk Nový Bydžov. 1898 wurde die herrschaftliche Schlossbrauerei stillgelegt. Ab 1911 gehörten das Schloss und die zugehörigen Güter der Prager Bodenbank (Pozemková Banka). Seit 1919 führt die Gemeinde den Namen Barchov. Im Jahre 1916 entstanden in Barchov durch eine Windhose Zerstörungen. Im selben Jahre brach auch ein Großbrand aus, der Teile des Dorfes in Schutt und Asche legte. Aus der Konkursmasse der zusammengebrochenen Pozemková banka kaufte 1924 die Familie Picky die Immobilien. 1931 erfolgte der Anschluss des Ortes an das Elektrizitätsnetz.
Nach dem Zweiten Weltkrieg wurde die Familie Picky 1948 enteignet und das Schloss ging in die Verwaltung der tschechoslowakischen Staatsgüter über. In den 1950er Jahren erfolgte eine Regulierung der Wasserläufe im Ort und die Anlegung von fünf Teichen. Seit dem 1. Jänner 1961 gehört Barchov zum Okres Hradec Králové. Nach der Rückübertragung an die Familie Picky diente das Schloss als Spekulationsimmobilie. Regionale Bekanntheit besitzt die Diskothek, deren Veranstaltungen von September bis Mai an jedem Freitag stattfinden.

## Gemeindegliederung
Für die Gemeinde Barchov sind keine Ortsteile ausgewiesen. Zu Barchov gehört die Ansiedlung Nová Ves (Neudorf).

## Sehenswürdigkeiten

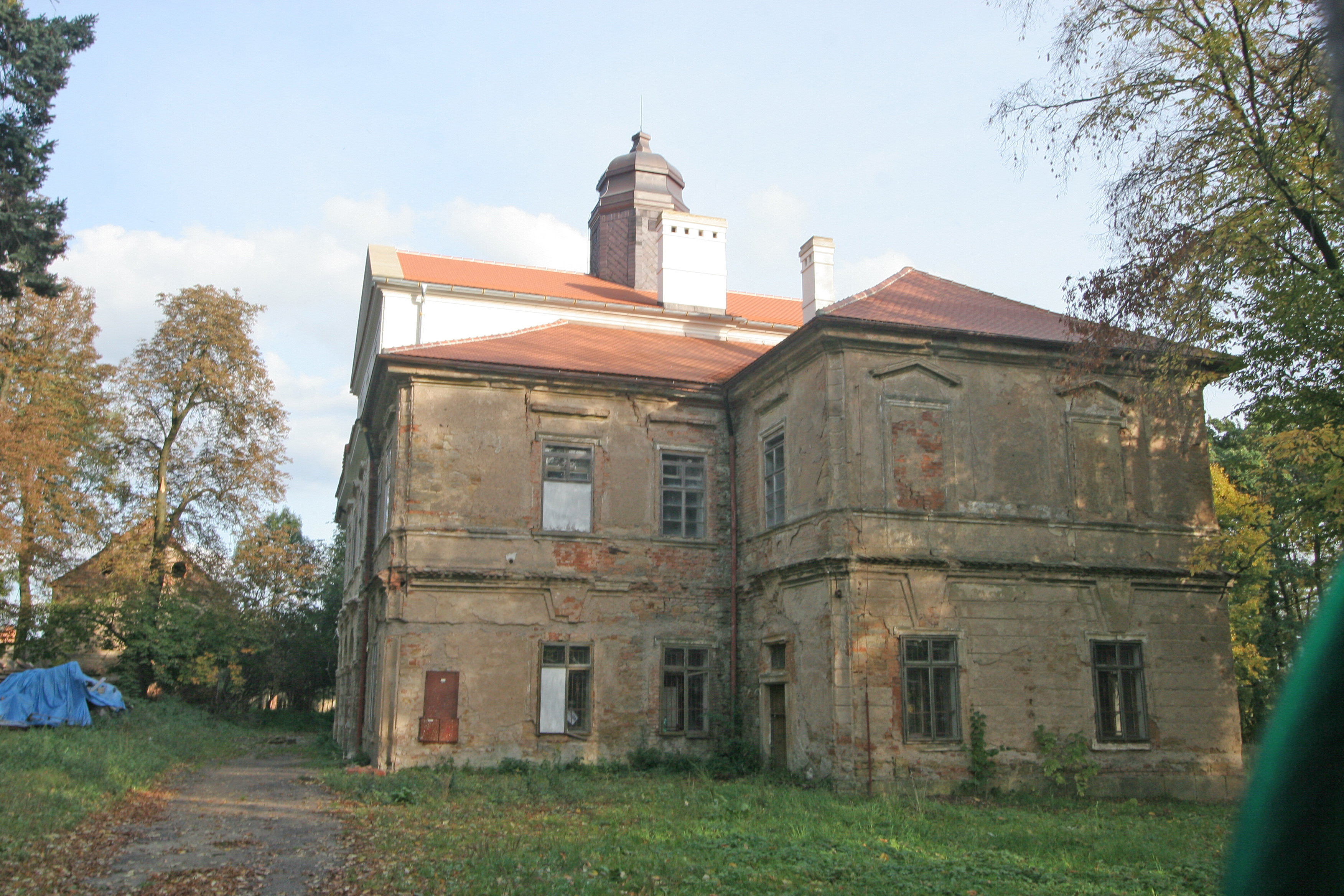
Schloss Barchov

- Barockschloss Barchov, erbaut 1737 für Norbert Christoph Woracziczky von Pabienitz an Stelle einer mittelalterlichen Feste. Das baufällige Schloss ging zu Beginn der 1990er Jahre in Restitution an die Familie Picky, die es verkommen ließ und es 2004 an das Unternehmen Barchov reality s.r.o verkaufte. Seit dieser Zeit erfolgten ebenfalls nur Notsicherungen.
- Glockenturm aus Ziegelmauerwerk mit Glocke von 1777
- Statuen des hl. Franz Xaver, Josef und Johannes von Nepomuk